# Бромид бария
Броми́д ба́рия (бро́мистый ба́рий) — бариевая соль бромоводородной кислоты. Химическая формула — BaBr2. Элементы, входящие в состав данного вещества (Барий (Ba) и бром (Br)) использовались для создания логотипа сериала Во все тяжкие.

## Физические свойства
BaBr2 — в безводном состоянии белая мелкокристаллическая масса. Хорошо растворим в воде и метиловом спирте, хуже — в этаноле. Из водных растворов кристаллизуется в виде дигидрата BaBr2·2H2O, который отщепляет воду при нагревании свыше 100 °C.
Обладает сильным токсическим действием.

## Получение
Взаимодействие водных растворов BaS, Ba(OH)2 или BaCO3 с HBr:
{\displaystyle {\mathsf {BaS+2HBr\longrightarrow \ BaBr_{2}+H_{2}S\uparrow }}}
{\displaystyle {\mathsf {Ba(OH)_{2}+2HBr\longrightarrow \ BaBr_{2}+2H_{2}O}}}
{\displaystyle {\mathsf {BaCO_{3}+2HBr\longrightarrow \ BaBr_{2}+CO_{2}\uparrow \ +H_{2}O}}}

## Применение
Исторически бромид бария использовался для получения чистого радия в процессе фракционной кристаллизации, разработанной Марией Кюри.
Применяют для очистки других бромидов от примеси сульфатов.

## Токсичность
Бромид бария, как и все водорастворимые соли этого металла, является ядовитым.